# Stars (Film)
Stars ist ein Dokumentarfilm des DEFA-Studios für Wochenschau und Dokumentarfilme von Jürgen Böttcher aus dem Jahr 1963.

## Handlung
Stars berichtet über eine Frauenbrigade des Berliner Glühlampenwerkes, die für die Qualitätskontrolle der Wolframdrähte, die zur Herstellung von Glühlampen benötigt werden, zuständig ist. Es ist eine monotone Arbeit, die sehr viel Konzentration verlangt. Die Kontrolle erfolgt mit Lupe und Mikroskop und ist auch sehr anstrengend, denn 30.000 Wendeln muss jede Mitarbeiterin pro Tag überprüfen. Deshalb werden regelmäßig Pausen eingelegt, bei denen sich die Kolleginnen etwas bewegen und sich gegenseitig massieren können.
Auffallend ist die Herzlichkeit und gute Zusammenarbeit innerhalb der Frauengruppe, denn die eingeblendeten Originaltöne vermitteln die Freuden, die Heiterkeit und Schlagfertigkeit, die sie trotz ihrer Belastung durch Familie und Arbeit haben. So kommt es zu angeregten Unterhaltungen über alle möglichen Themen, aber auch Pralinen werden verteilt. In der Pause spricht die Brigadierin ein Problem an, denn die Arbeit ihrer Frauen lässt oft zu wünschen übrig. Bei den kontrollierten Wolframwendeln ist viel zu oft noch Ausschuss dabei und die Zählweise, die Drähte solle jeweils zu 100 Stück gebündelt werden, ist nicht immer korrekt. Sie weist darauf hin, dass sie die Endkontrolle sind, die nicht noch einmal anschließend kontrolliert werden darf. Außerdem bittet sie um etwas mehr Ruhe bei der Arbeit. Die Kolleginnen machen nachdenkliche Gesichter und widmen sich dann ihrer Pause, während draußen die Sonne scheint. Man sieht Kaffee trinkende und rauchende Frauen, manche lesen, andere pflegen die Blumen. Eine ehemals gelernte Friseurin toupiert einer anderen Arbeiterin die Haare, während diese an einem Taschentuch häkelt, auch die Erneuerung von Lippenstift und Nagellack wird nicht vergessen.
Eine Kollegin kommt mit ihrem Baby, welches drei Monate alt ist, zu Besuch und die Frauen tauschen sich darüber aus. Das Baby hat einen Krippenplatz bekommen und die Mutti kann wieder arbeiten gehen. Eine schwangere Frau wird gefragt, ob sie nach der Entbindung wieder zur Arbeit kommen wird, da ihr Mann doch ein Studierter ist. Eine Andere meint, dass sie lieber ein bis zwei Jahre zu Hause bleiben würde. Von Halbtags- bis Ganztagsarbeit geht die Diskussion. Die älteste Kollegin erzählt, dass sie ursprünglich nur ein Jahr im Betrieb bleiben wollte, aber da es ihr so viel Freude bereitet, ist es fast ihre zweite Heimat geworden. Alles wirkt wie eine große Familie und keiner kann sich so richtig vorstellen einmal ohne diese Arbeit zu sein.

## Produktion
Dieser Schwarzweißfilm wurde unter dem Arbeitstitel Unsere Frauen gedreht und hatte am 6. September 1963, als Vorfilm der polnischen Komödie Große und kleine Gauner, seinen Anlauf in den Kinos der DDR.
Im Dezember 1965 wurde der Film für längere Zeit gesperrt, da eine der Brigadefrauen inzwischen als Mörderin verurteilt wurde.

## Kritik
Horst Knietzsch und Horst Schiefelbein schrieben im Neuen Deutschland über die großartigen Aufnahmen und menschlichen Studien im ersten Teil des Films, die dann zum Schluss aber nicht mehr mit einigen sehr vordergründig gefassten Momenten harmonierten.